# (35194) 1994 ET3
1994 ET3 (asteroide 35194) é um asteroide da cintura principal. Possui uma excentricidade de 0.10039590 e uma inclinação de 23.92672º.
Este asteroide foi descoberto no dia 10 de março de 1994 por Eleanor F. Helin em Palomar.